# Creu de terme (Golmés)
Creu de terme és un monument del municipi de Golmés (Pla d'Urgell) inclòs en l'Inventari del Patrimoni Arquitectònic de Catalunya.

## Descripció
Creu llatina de braços escairats en angle recte. És sostinguda per un cub rectangular col·locat al capdamunt d'un fust estriat d'una sola peça. A les quatre cares del cub hi ha cisellades les paraules "Veritat", "Llibertat", "Justícia" i "Amor", cadascuna amb els seus respectius símbols (les claus, els coloms, les balances i les flors). La base és un gran bloc octogonal que reposa damunt quatre escales. Hi ha un relleu representant la humanitat enlairant els braços tot cercant l'estrella que s'anuncia mentre, a banda i banda, apareixen els mots "pau, pau, pau" i "Mai més cap guerra". A la part exterior que l'envolta hi ha una cita de Teilhard de Chardin.
La creu és nua, feta amb rajoleta marbrejada i perfilada de pedra; només du a la part central l'anagrama de Crist.

## Història
Aquesta creu fou regalada a la vila per l'agrupació "Fills i amics de Golmés" l'any 1969 en substitució de la destruïda l'any 1936 i que, probablement, deuria haver estat enderrocada pel vent 1869. Era una creu gòtica de gran riquesa ornamental, similar a la de Tàrrega.
La creu actual fou restaurada l'any 1994, tal com indica una placa.